# محوطه تنگ گرمز
محوطه تنگ گرمز مربوط به سده‌های اولیه و میانه دوران‌های تاریخی پس از اسلام است و در شهرستان بهبهان، بخش مرکزی، دهستان حومه، ۲ کیلومتری شرق روستای گرمز علیا، سمت چپ رودخانه خیرآباد واقع شده و این اثر در تاریخ ۱ مرداد ۱۳۸۶ با شمارهٔ ثبت ۱۹۲۳۴ به‌عنوان یکی از آثار ملی ایران به ثبت رسیده است.